# メジュ

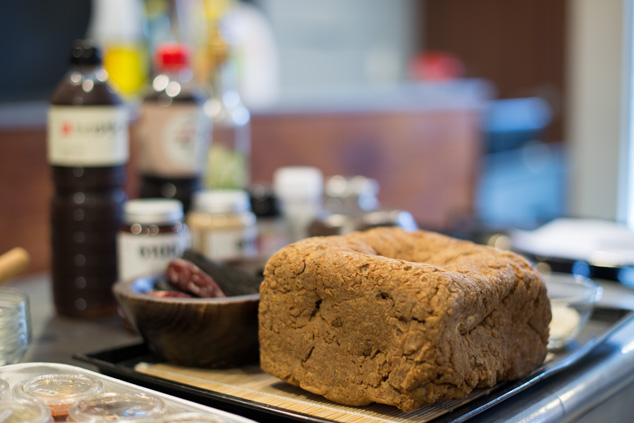
乾燥したメジュ

メジュ（메주）は、大豆を発酵させた朝鮮の調味料に用いる材料。大豆を茹でてからつぶし、成形して乾燥および発酵させたもので、コチュジャンやテンジャン、カンジャンなどの原料となる。

## 概要
表面が乾燥した状態で販売・使用され、乾燥した層のすぐ内側にはニホンコウジカビなどのカビ、中心部は枯草菌などの細菌が生育している。このため中心部は黒に近い茶褐色となる。また、韓国はメジュを吊るす冬季の湿度が低いうえ、カビの生育によって水分が引き出されるので表面は石のように固く乾いている。家庭で作るほかスーパーマーケットなどで市販もされ、2013年の調査では5.5キログラムで定価110,000ウォン（当時のレートで約11,000円）となっている。ここから7～8キログラムのカンジャン、15～20キログラムのテンジャンを作ることができる。
形状は様々で、煉瓦大ぐらいのサイズの直方体であったり、板状、球形などのものがある。なお、全羅北道淳昌郡ではコチュジャン向けに特に粳米と大豆を等量ずつ混ぜてドーナツ型に成形したメジュを製造している。
朝鮮には下記のように、メジュとそれを用いた調味料作りに関することわざがある。
- 「豆からメジュを作るといっても」（大豆からメジュを作るという当然の事さえも信じられない、という意味）[8]
- 「味噌の味が良ければ人情も篤く、福も来る」[6]
- 「醤の味が変わると家門が滅ぶ」[9]

## 製法
一般的なスケジュールでは秋に収穫した大豆を使い、気温の下がった11月末から12月初頭にかけてメジュを作る。伝統的なスケジュールでは冬至や年内最後の酉の日にメジュを作り始め、旧暦1月の午の日に塩水に漬けてテンジャンを作る。原料には白太またはメジェコンと呼ばれる品種の大豆を用い、韓国産だけでなく安価なアメリカ合衆国産の大豆も使用する。

### 伝統的な製法
大豆は0.5～1日かけて水に漬けて吸水させ、軟らかくなるまで茹でてから臼でついて粗くつぶす。これを両手で集めて板に叩きつけながら直方体にまとめたり、麻織物の布巾を敷いた枡に詰めこむなどして成形する。細かく潰しすぎたり、成形時に圧縮しすぎると、空気を通さずメジュの内部が腐敗しやすい。この段階から大豆の塊はメジュと呼ばれるようになり、形を整えずに塩を混ぜて発酵させるとチョングッチャンという納豆様の食品になる。
成形されたメジュは1～2日板の上でそのまま乾燥させ、崩れにくくなったら縄をかけて天井に吊るし、40～45日間かけてカビを生えさせる。一般的には屋外に吊るすが、積極的に枯草菌を増殖させたい場合はオンドルで保温された室内に吊るす。十分カビが成長したらメジュを降ろし、ブラッシングして埃を払うとともに青カビなどの不要なカビを除去する。主に白カビだけを残した状態で軒先に吊るし、1～2日かけて太陽光と外気に当てると完成する。
これを粉砕したものはメジュカル（メジュの粉末）と呼ばれ、コチュジャンのスターターなどに用いられる。テンジャンやカンジャンを作る場合はメジュを崩さずに甕に入れ、大豆：塩：水=1：1.5：4ぐらいの比率で塩水を注いで3か月ほど発酵させる。

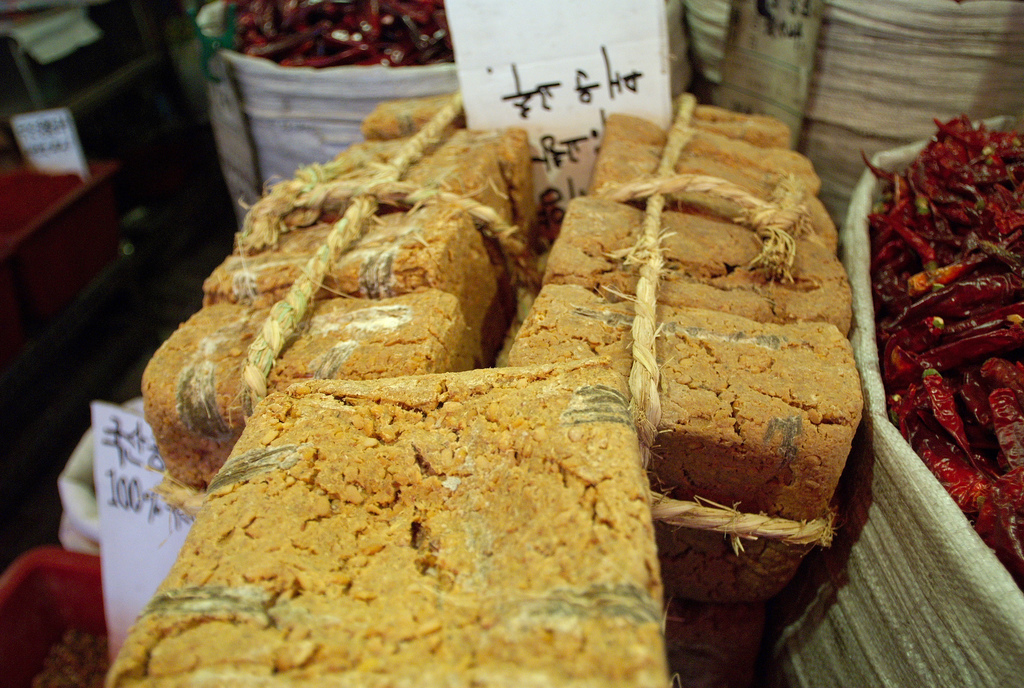
市販されているメジュ
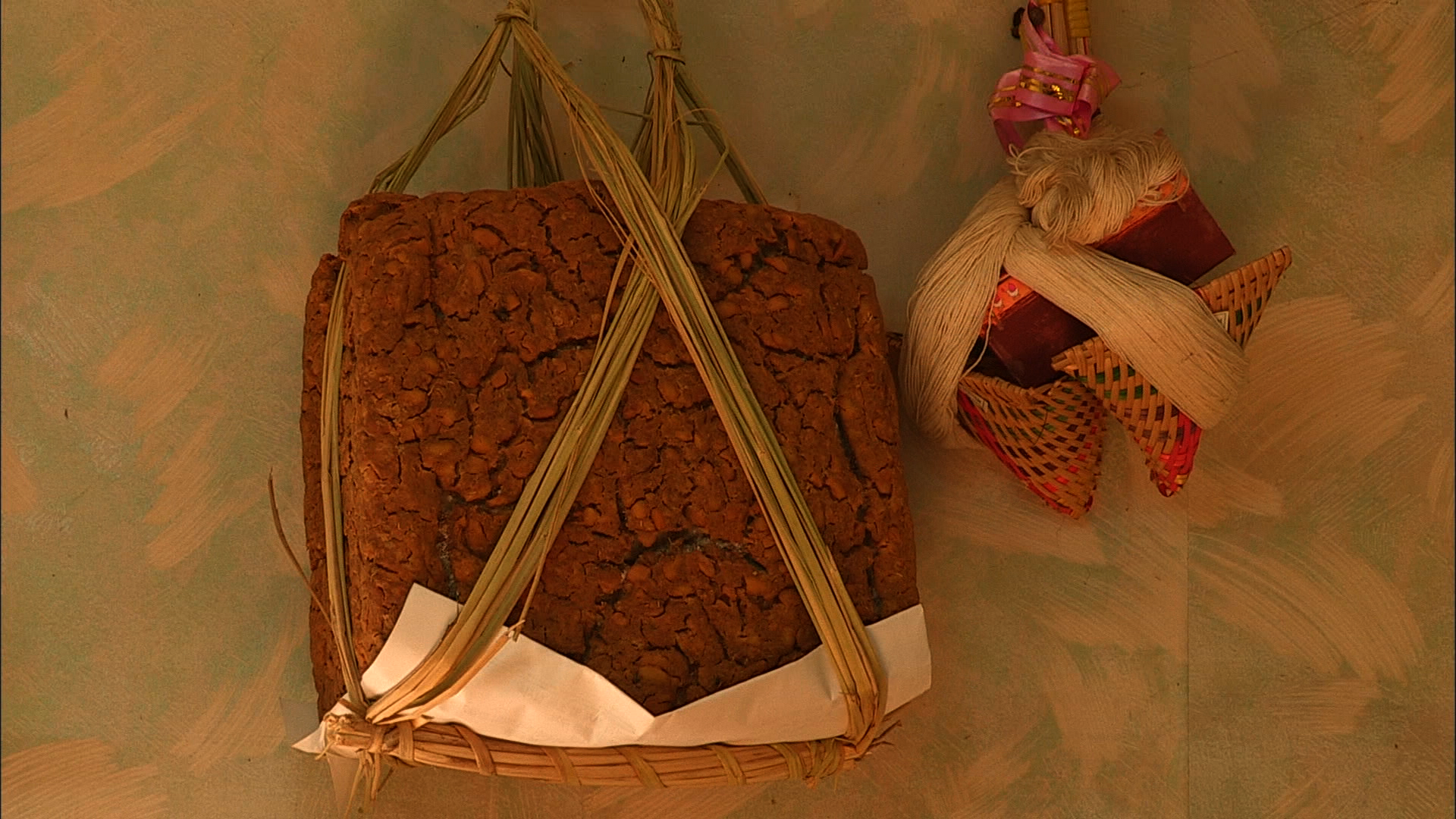
天井に吊るしたメジュ（写真左）
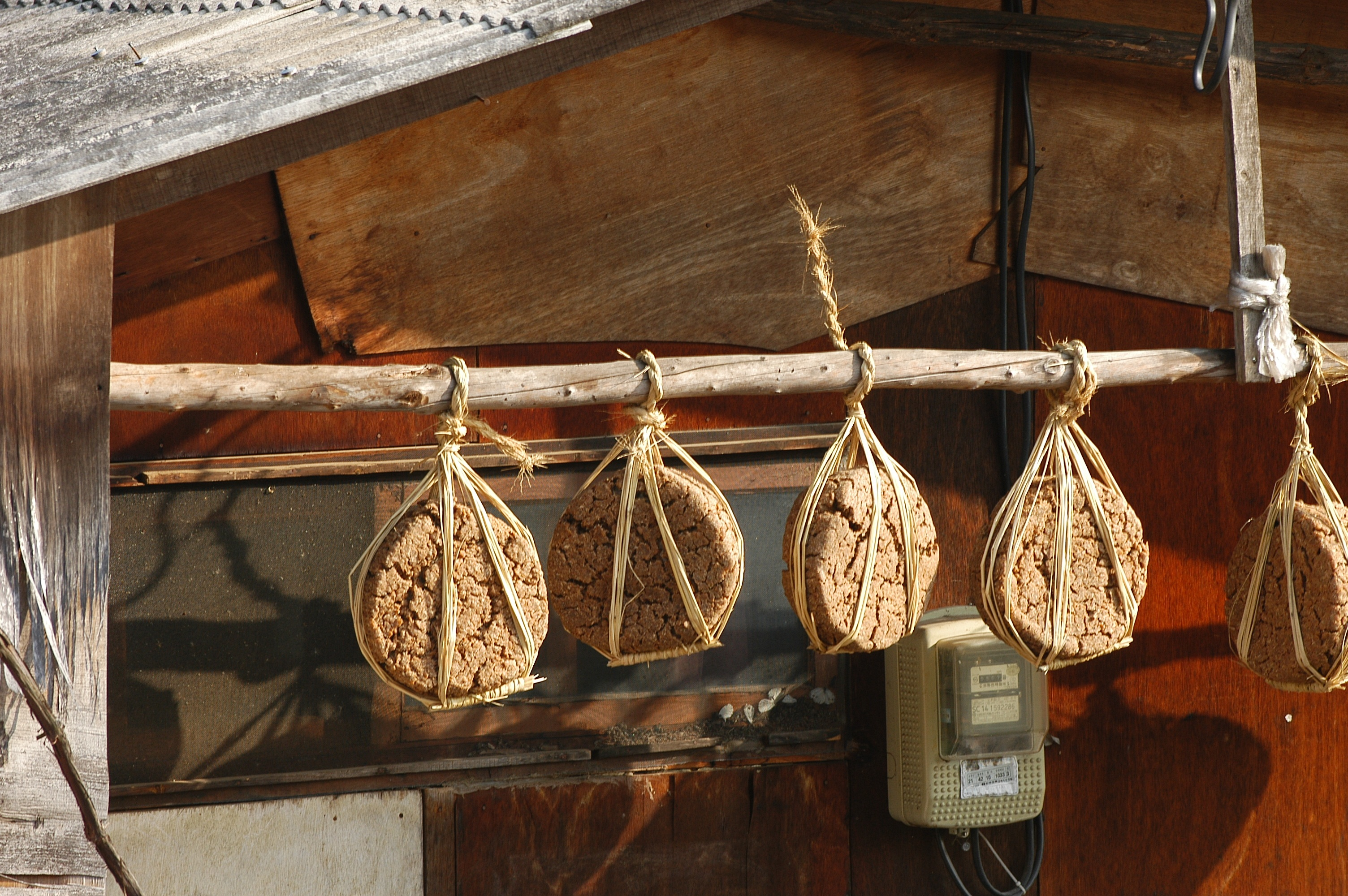
軒先に吊るしたメジュ
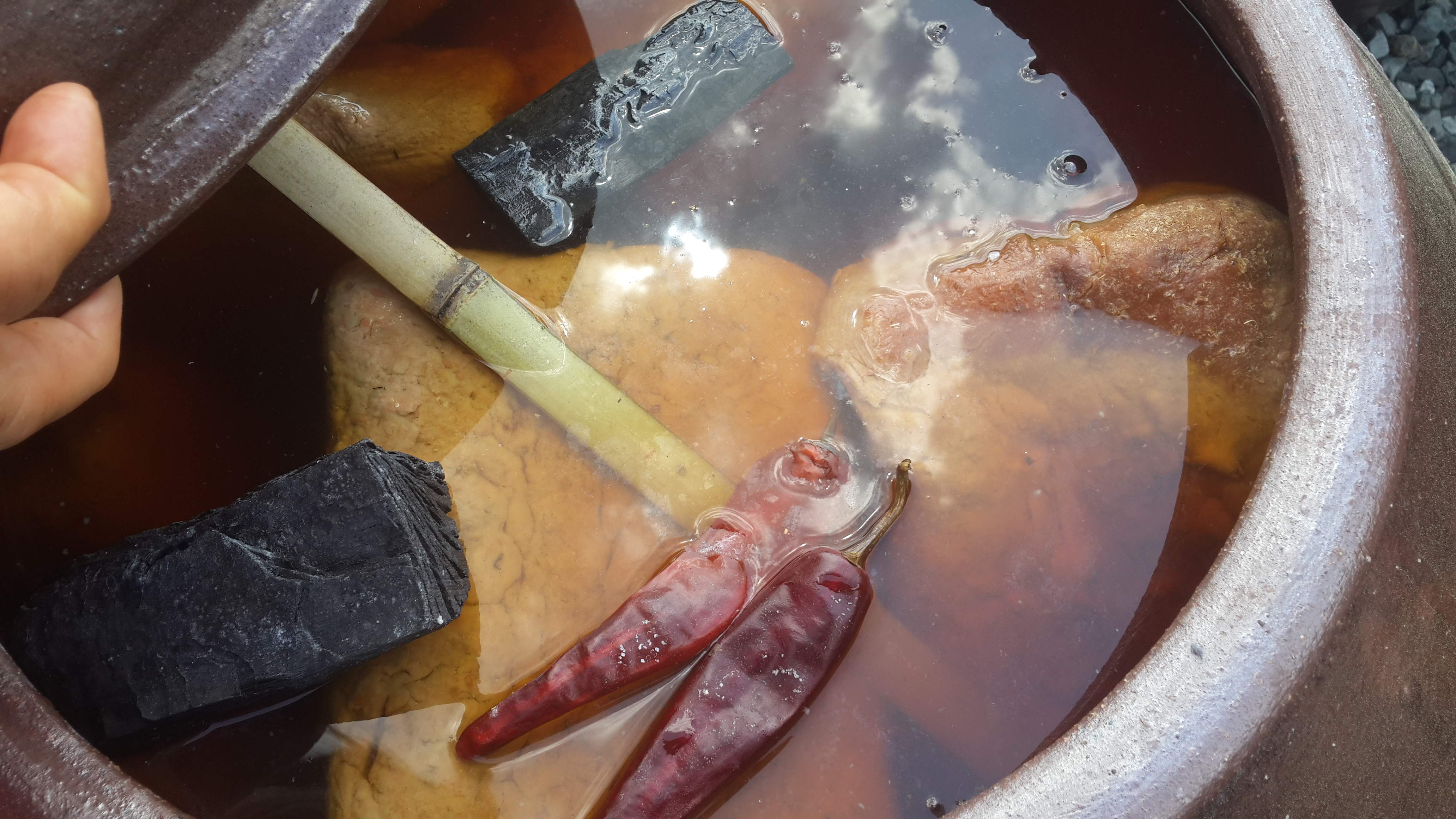
塩水とともに甕に漬けられたメジュ

### 近代的な工場での製法
工場における生産では、大豆を水に24時間漬けてから釜で2時間茹でて2時間放冷する工程を数回繰り返す。軟らかくなった大豆は機械でミンチにし、型に詰めて成形する。成形されたメジュは角を丸くし、棚板に並べて乾燥機で2日間ほど乾燥させる。これを発酵室で稲わらと交互に積み重ね、場合によってはコウジカビや枯草菌を選択的に接種する。温湿度を制御した発酵を進め、2週間程度でカビや細菌の生育したメジュが完成する。

## 発酵
主として、表面付近ではニホンコウジカビなどのカビ、中心部では枯草菌などの細菌が自然に繁殖する。日本の豆味噌の中間原料となる味噌玉にも似ているが、枯草菌の増殖を抑えて作る味噌玉や麹と異なり、メジュは藁内の枯草菌を積極的に利用する。また、麹が40～70時間で完成するのに対してメジュは短くても2週間はかかる。メジュには下記の微生物が繁殖する。
- カビ類：コウジカビ、クモノスカビ、ケカビ、アオカビ
- 酵母：サッカロミケス属、カンジダ属
- 細菌：バシラス属、ブドウ球菌属

枯草菌は大豆のpHを高めてアルカリ加水分解を促進するため、アンモニア臭がする場合もある。アンモニアは熟成中に揮発するほか、テンジャンなどを作る際に木炭を入れて吸着させるため、最終製品にはアンモニア臭は残らない。一方、枯草菌は納豆菌の近縁のため、最終製品に納豆のような匂いがする場合もある。

## 歴史
朝鮮の「醤」に関する最も古い記録は『三国史記』に見られ、統一新羅の初期に味噌などが作られていたとされる。醤の具体的な製法については明宗9年（1554年）に発行された『救荒撮要』に多くの記述があり、15世紀前半の世宗の治世に大きな進展があったと考えられる。また、17世紀から18世紀の『東医宝鑑』や『山林経済』などの書物には大豆を発酵させた味噌や醤油についての記録が多く見られる。
1876年に日朝修好条規が締結されると朝鮮半島へ移住する日本人が増え、1889年までには日本人などの経営する醤工場が朝鮮で17か所に上っている。日本統治時代に70か所を超えた醤類の工場は第二次世界大戦後に減少したが、生活の変化とともに醤やその原料のメジュを生産する工場は増加している。2011年の調査では、韓国内の36.3%の家庭がテンジャン、20.1%の世帯がカンジャンをそれぞれ自分の家庭で作っている。